# Allicina
L'allicina è un composto solforganico che può essere facilmente ottenuto dall'aglio, una pianta della famiglia delle Amaryllidaceae.
Si trova sotto forma liquida con odore pungente tipico di aglio e affini, caratteristica di molti composti solforati come tio-alcoli, -esteri -eteri e derivati di basso peso molecolare. Il composto mostra effetti antibiotici e antifungini. L'allicina è parte del meccanismo di difesa dell'aglio da eventuali parassiti.
È stata isolata e descritta per la prima volta nel 1944 da Chester J. Cavallito and John Hays Bailey.

## Struttura e proprietà chimiche
L'allicina presenta un gruppo funzionale tiosulfonato (R-S(O)-S-R), non presente nell'aglio finché questo non viene tagliato o pestato e formato dall'azione dell'enzima alliina liasi o alliinasi, sull'alliina, il solfossido della cisteina, un amminoacido non proteinogenico poco stabile in condizioni standard.
Quando il bulbo è rotto, spezzettato, pestato o diversamente processato a scopi tecnologici, l'alliina viene rilasciata ed interagisce con l'enzima presente nei vacuoli cellulari adiacenti. Il contatto tra alliina e alliinasi porta alla formazione per idrolisi di intermedi reattivi (acidi solfenici come l'acido allilsolfenico), che si autocondensano velocemente a formare vari tiosulfonati, dei quali mediamente l'allicina rappresenta il 70%.
L'allicina è una molecola chirale, ma si trova naturalmente solo in forma racemica
, che può anche essere formato dall'ossidazione del diallin-disolfuro:
(SCH2CH=CH2)2 + RCO3H → CH2=CHCH2S(O)SCH2CH=CH2 + RCO2H
L'allicina viene degradatata sotto pH 3 quindi, stante l'ambiente gastrico, l'allicina non viene prodotta nel corpo in conseguenza dell'assunzione orale di aglio fresco o in polvere. Inoltre, l'allicina è instabile dal momento che degrada in sedici ore a 23 °C.
Un milligrammo di alliina è equivalente a 0,45 mg di allicina. L'allicina ha una bassa (2%) solubilità in acqua. Viene degradata rapidamente e distrutta durante la cottura.

## Potenziale uso medico
Numerosi studi pubblicati tra il 1995 e il 2005 hanno indicato per l'allicina dei potenziali utilizzi in ambito medico: riduzione dell'aterosclerosi e della formazione di depositi grassi, normalizzazione delle lipoproteine, diminuzione della pressione, effetto antitrombotico, antinfiammatorio e antiossidante.
Altri studi hanno mostrato un forte effetto antiossidante a livello dell'intestino che può danneggiare le cellule della mucosa intestinale. Uno studio clinico randomizzato effettuato nel 2007 dal National Institutes of Health negli Stati Uniti ha mostrato che il consumo di aglio non riduce i valori ematici di colesterolo nei pazienti con livelli moderatamente alti. L'aglio fresco utilizzato per questo studio conteneva dosi sostanziose di allicina, e ha quindi posto in dubbio la capacità della sostanza come anticolesterolemico.
Nel 2009 il meccanismo antiossidante dell'aglio è stato dimostrato essere la reazione dei radicali liberi perossido; l'allicina si decompone in acido 2-propensulfenico, che lega i radicali del perossido organico. L'acido 2-propensulfenico che si forma al momento del taglio o della spremitura dell'aglio ha un'emivita di un secondo.

### Attività antibatterica
L'allicina ha mostrato numerose attività antimicrobiche. Una delle potenziali applicazioni è il trattamento dei ceppi di Staphylococcus aureus meticillino-resistenti (MRSA); un test condotto contro trenta ceppi di MRSA ha mostrato un'elevata attività antimicrobica, anche contro alcuni resistenti ad altri antibiotici.
Dei ceppi valutati, l'88% ha mostrato una concentrazione minima inibitoria per una soluzione acquosa di allicina di 16 mg/L, con l'inibizione di tutti i ceppi a 32 mg/L. Inoltre, nell'88% dei casi la concentrazione minima battericida è stata valutata in 128 mg/L, e alle dosi 256 mg/L è stata osservata l'eliminazione di tutti i ceppi. Di questi, l'82% ha mostrato una resistenza intermedia o piena alla mupirocina. Lo stesso studio ha esaminato l'uso di una crema a base di allicina che si è dimostrata meno efficace, mostrandosi attiva su tutti i ceppi a 500 mg/L, ben comparabile al valore equivalente di 20 g/L della mupirocina, attualmente utilizzata per la somministrazione topica.
Una formulazione acquosa di allicina purificata è stata osservata essere più stabile delle altre, probabilmente in conseguenza del legame tra l'idrogeno dell'acqua con quello della stessa allicina e l'assenza di altre sostanze che alterino la molecola.